# Vlastec (stacja kolejowa)
Vlastec – stacja kolejowa w miejscowości Vlastec, w kraju południowoczeskim, w Czechach. Znajduje się na linii 201 Tábor - Ražice, na wysokości 415 m n.p.m..  

## Linie kolejowe
- 201: Tábor – Ražice